# Barham, Suffolk
Barham är en by och en civil parish i Mid Suffolk i Suffolk i England. Orten har 1 377 invånare (2001).